# Spilosoma albiramis
Spilosoma albiramis là một loài bướm đêm thuộc phân họ Arctiinae, họ Erebidae.